# Katō Katsunobu
Katō Katsunobu (加藤 勝信 (Gia Đằng Thắng Tín)  sinh ngày 22 tháng 11 năm 1955) là một chính khách người Nhật Bản của Đảng Dân chủ Tự do, thành viên Chúng Nghị viện trong Quốc hội (cơ quan lập pháp quốc gia Nhật Bản). Ông từng giữ chức Chánh Văn phòng Nội các Nhật Bản sau khi người tiền nhiệm là Suga Yoshihide giữ chức Thủ tướng Nhật Bản. Quê quán ở Kurashiki, Okayama và tốt nghiệp Đại học Tokyo với bằng Cử nhân Kinh tế, ông làm việc tại Bộ Tài chính từ năm 1979 đến năm 1995. Ông được bầu vào Chúng Nghị viện lần đầu tiên vào năm 2003 sau khi không thành công trong đợt ứng cử năm 1998 và 2000. Đến năm 2020, đích thân ông lãnh đạo cuộc chiến chống lại đại dịch COVID-19 tại Nhật Bản với tư cách là Bộ trưởng Y tế, Lao động và Phúc lợi.
Sự nghiệp của ông cũng bao gồm các vị trí sau:
- Thư ký Nghị viện Văn phòng Nội các (Nội các Abe)
- Giám đốc, Phòng Y tế, Lao động và Phúc lợi của LDP
- Giám đốc, Ủy ban Y tế, Lao động và Phúc lợi của Quốc hội
- Chủ tịch, Ủy ban về các Tổ chức liên quan đến Y tế và Phúc lợi của LDP
- Phó Tổng thư ký Nội các

Katō từng có liên kết với nhóm vận động hành lang theo chủ nghĩa xét lại công khai Nippon Kaigi.

## Vinh danh
- Hà Lan: Huân chương Orange-Nassau (ngày 29 tháng 10 năm 2014)[5]